# Église Santi Cosma e Damiano ai Banchi Nuovi
L'église Santi Cosma e Damiano ai Banchi Nuovi est une église monumentale du centre historique de Naples, située largo Banchi Nuovi. Elle est désormais déconsacrée.

## Histoire et description

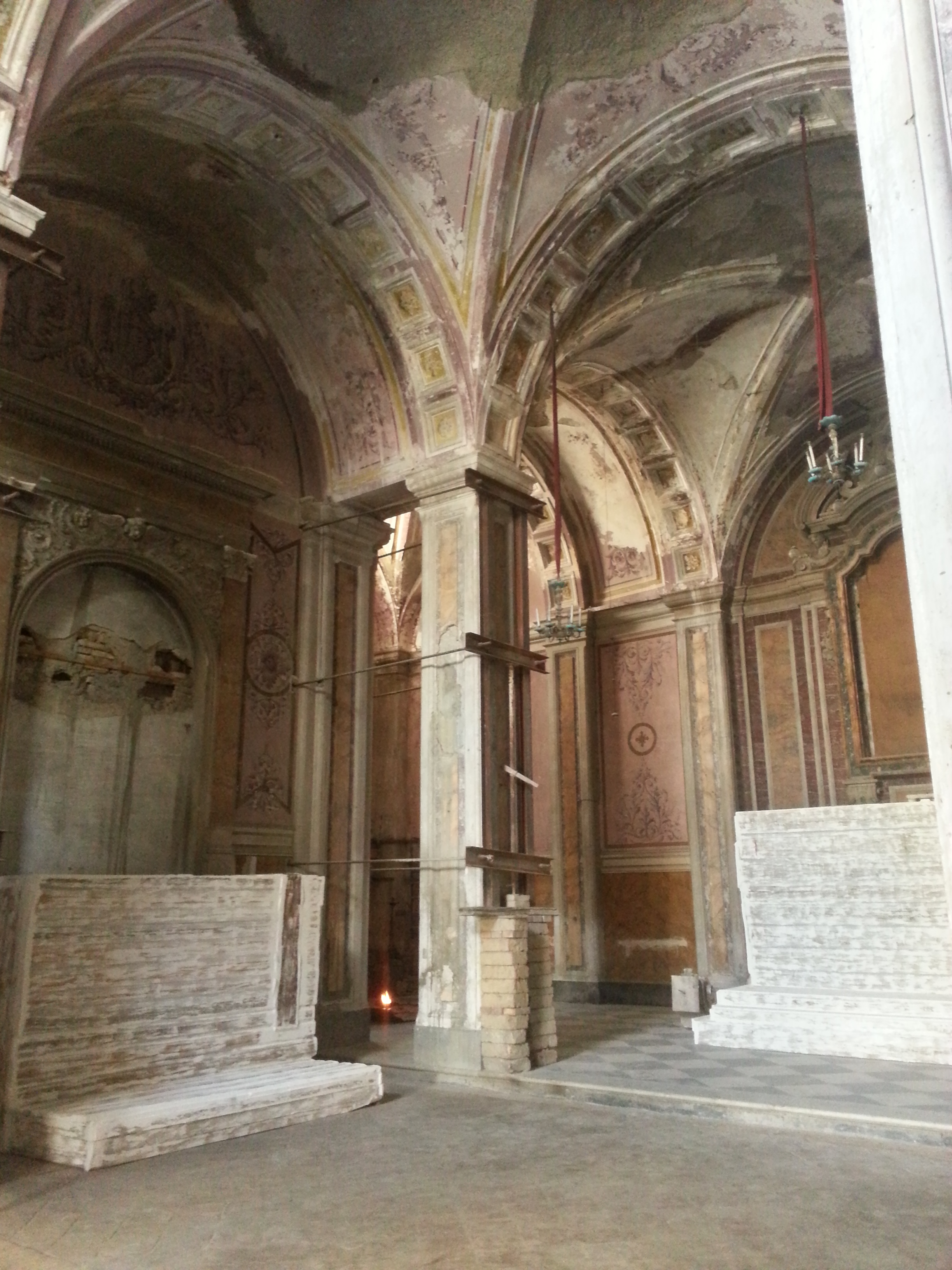
Intérieur de l'église en 2013.

L'église est bâtie en 1616 à l'endroit où se trouvait la loggia dei Banchi Nuovi. Elle est agrandie au XVIIe siècle, puis l'architecte Luigi Giura (it) la remanie au XIXe siècle.
La façade utilise l'édifice préexistant, ainsi des arcs de plein cintre du XVIe siècle. Deux boutiques ont été ouvertes de chaque côté. Au milieu s'ouvre le portail du XVIIe siècle en piperno surmonté d'un mascaron au-dessous d'une grande fenêtre polylobée en stuc du XVIIIe siècle. La façade est scandée de quatre lésènes.
L'intérieur est dans un état dégradé. Les autels et œuvres d'art ont été enlevés ou dérobés. Il y avait autrefois un maître-autel du XVIIIe siècle avec une toile de Pietro Donzelli et une autre de l'école de Luca Giordano.
L'église est actuellement dans un état alarmant.
L'église Santi Cosma e Damiano a Porta Nolana est une autre église de Naples dédiée à saint Côme et à saint Damien.

## Source de la traduction
- (it) Cet article est partiellement ou en totalité issu de l’article de Wikipédia en italien intitulé « Chiesa dei Santi Cosma e Damiano ai Banchi Nuovi » (voir la liste des auteurs).